# Mercado Negro
Mercado Negro ist eine portugiesische Reggae-Band aus Lissabon.

## Bandgeschichte
Mercado Negro wurde 1999 von Messias Santiago gegründet, nachdem er die von ihm mitbegründete Band Kussondulola verlassen hatte. Mit den Singles „Beija-flor“ (2004), „Oh Lua“ (2004), „Levo-te comigo“ (2006) und „Leoa Tigresa“ (2006) sind Mercado Negro in Portugal zu größerer Bekanntheit gekommen.

## Stil
Musikalisch vom Roots-Reggae ausgehend, sind Mercado Negro auch von afrikanischer Musik und Klängen aus anderen portugiesischsprachigen Ländern beeinflusst. Textlich sind Rastafari, Angola und Afrika allgemein, aber sehr stark auch Natur, Frieden und menschliches Miteinander die bestimmenden Themen. Das Bemühen um Harmonie und Verständigung steht textlich stets im Vordergrund, doch wird auch Kritik an der Konsumgesellschaft oder an unmenschlicher Politik formuliert. Sowohl Texte als auch Musik, und ebenso die Aufmachungen der Tonträger und Plakate, werden bestimmt von positiven, naturverbundenen und sonnendurchfluteten Bildern und Assoziationen. 

## Diskografie
- 2010: Conversas de Quintal
- 2006: Aquecimento global
- 2004: Mercado Negro